# Powietrze (album)
Powietrze – drugi album studyjny polskiego wokalisty Roberta Janowskiego, wydany 31 grudnia 1995 roku nakładem wydawnictwa muzycznego Pomaton EMI. Album zawiera 12 utworów wokalisty, a pierwszym singlem promującym wydawnictwo został tytułowy utwór „Powietrze”.
Podczas nagrania albumu piosenkarz współpracował m.in. z Krzysztofem Antkowiakiem, Remigiuszem Dziewulskim czy Antonim Gralakiem.

## Lista utworów
Opracowano na podstawie materiału źródłowego.
1. „Intro” – 0:42
2. „Dziwny sen” – 4:39
3. „Niewiele mam” – 3:56
4. „Widzę Cię” – 3:37
5. „Od kłamstw i pocałunków” – 4:11
6. „Miłość jak...” – 5:23
7. „Sen donikąd” – 3:02
8. „Wspomnienie dobrych chwil” – 3:10
9. „Piję, żeby zapamiętać” – 5:45
10. „Tylko cisza” – 4:24
11. „Ty i Ja” – 7:57
12. „Powietrze” – 7:02